# Герб Белгородского района
Герб Белгородского района — официальный символ Белгородского района.
Утверждён постановлением главы администрации района № 931 (01.11.1995) и зарегистрирован в геральдическом реестре Российской Федерации № 178. Герб разработан комиссией по геральдике при главе администрации области. Авторы герба: Легеза В. П., Пальваль В. М., Пархоменко И. Г.
Флаг Белгородского района утверждён решением районного совета депутатов (15 апреля 2003) за № 19 и в целом повторяет композицию Белгородского района.

## Описание
Геральдический щит французской формы, рассечённый вертикальной и горизонтальной линиями на четыре части. Правый верхний и левый нижний — чёрные. Левый верхний и правый нижний — зелёные. На этом фоне в центре щита размещаются фигуры восстающего золотого льва и над ним — серебряного орла. И лев и орёл обращены вправо.
В основе герба лежит герб г. Белгорода и Белгородского уезда, утверждённый (21 июля 1893), а чёрный и зелёный цвета фона олицетворяют чернозёмную почву и развитое сельскохозяйственное производство района.
Фон повторяет знамя Белгородского пехотного полка 1712 года.